# Atheta macrops
Atheta macrops är en skalbaggsart som beskrevs av Notman 1920. Atheta macrops ingår i släktet Atheta och familjen kortvingar. Inga underarter finns listade i Catalogue of Life.